# Франсіско Арсе
Франсіско Арсе (ісп. Francisco Arce, нар. 2 квітня 1971, Параґуарі) — парагвайський футболіст, що грав на позиції захисника. Виступав, зокрема, за клуби «Серро Портеньйо», «Греміо» та «Палмейрас», а також національну збірну Парагваю, брав участь в її складі у двох чемпіонатах світу, в трьох Кубках Америки, а також на літніх Олімпійських іграх 1992. Один з найвидатніших захисників Південної Америки 1990-х років.
По завершенні ігрової кар'єри — футбольний тренер, двічі тренував збірну Парагваю. З 2018 року очолює тренерський штаб команди «Хенераль Діас».
Дворазовий володар Кубка Бразилії. Дворазовий володар Кубка Лібертадорес. Переможець Рекопи Південної Америки.

## Клубна кар'єра
У дорослому футболі дебютував 1989 року виступами за команду клубу «Серро Портеньйо», в якій провів п'ять сезонів, тричі вигравши за цей час чемпіонат Парагваю.
Своєю грою за цю команду привернув увагу Луїса Феліпе Сколарі, що тренував бразильський «Греміо», до складу якого Арсе приєднався на початку 1995 року. Відіграв за команду з Порту-Алегрі наступні три сезони своєї ігрової кар'єри. Після переходу Сколарі в «Палмейрас» 1998 року, він взяв із собою в нову команду і Арсе, у складі якого парагваєць провів наступні п'ять сезонів своєї кар'єри гравця. Більшість часу, проведеного у складі «Палмейраса», був основним гравцем захисту команди. Арсе став унікальним гравцем в Південній Америці — будучи іноземцем, він зміг увійти в історію відразу двох великих бразильських клубів, з якими він по разу вигравав Кубка Лібертадорес (крім інших значущих титулів на внутрішній і міжнародній арені). У 1995 році Арсе виграв головний континентальний трофей з «Греміо», а в 1999 повторив цей результат з «Палмейрасом». Для своєї позиції захисника Арсе забивав порівняно багато голів — тільки в бразильський період кар'єри у нього набралося 82 голи.
Протягом сезону 2003 року Арсе захищав кольори японського клубу «Гамба Осака» в Джей-лізі.
Завершив професійну ігрову кар'єру у клубі «Лібертад», за який виступав протягом 2004—2005 років.

## Виступи за збірну
1995 року дебютував в офіційних матчах у складі національної збірної Парагваю. У її складі він двічі виходив до 1/8 фіналу чемпіонатів світу — 1998 року у Франції та 2002 року в Японії і Південній Кореї. Широкому глядачеві запам'ятався його красивий штрафний удар, який призвів до голу у ворота збірної Південної Африки на «мундіалі» 2002 року.
Також у її складі був учасником трьох Кубків Америки — 1995 року в Уругваї, 1997 року у Болівії та домашнього розіграшу Кубка Америки 1999 року.
Протягом кар'єри у національній команді, яка тривала 10 років, провів у формі головної команди країни 61 матч, забивши 5 голів.

## Кар'єра тренера
Розпочав тренерську кар'єру невдовзі по завершенні кар'єри гравця, 2007 року, очоливши тренерський штаб клубу «Рубіо Нью». Арсе привів свій перший клуб до титулу чемпіонів другого дивізіону Парагваю і в 2009 році команда стала однією з найбільш «граючих» у вищому дивізіоні Парагваю, залучивши великий глядацький інтерес. У Клаусурі 2009 команда посіла досить високе для себе 4-е місце.
29 липня 2011 року призначений головним тренером національної збірної Парагваю замість Херардо Мартіно, який пішов у відставку. Проте вже в червні 2012 року Федерація футболу Парагваю звільнила Арсе з посади, оскільки за п'ять матчів під його керівництвом команда набрала лише чотири очки, а в останній грі відбірного турніру до чемпіонату світу 2014 року програла збірній Болівії (1:3) і посідала восьме, передостаннє місце в групі.
В подальшому очолював «Серро Портеньйо» та «Олімпію» (Асунсьйон), вийгравши з кожною з них чемпіонат Парагваю.
23 лютого 2016 року став головним тренером команди «Гуарані» (Асунсьйон).
Проте вже влітку того ж 2016 року йому було запропоновано поеврнутися до збірної Парагваю і змінити Рамона Діаса на позиції її головного тренера. Друга каденція Арсе у збірній тривала до жовтня 2017 року, коли в останньому турі відбору до чемпіонату світу 2018 його команда програла домашню вирішальну гру проти основного аутсайдера змагання збірної Венесуели і не змогла кваліфікуватися на мундіаль.
На початку 2018 року став головним тренером команду клубу «Хенераль Діас».

## Титули і досягнення

### Як гравця

#### Національні
- Чемпіон Парагваю (3):

«Серро Портеньйо»: 1991, 1992, 1994
- Чемпіон Бразилії (1):

«Греміо»: 1996
- Володар Кубка Бразилії (2):

«Греміо»: 1997
«Палмейрас»: 1998
- Чемпіон штату Ріу-Гранді-ду-Сул (2):

«Греміо»: 1995, 1996
- Володар Кубка чемпіонів Бразилії (1):

«Палмейрас»: 2000
- Переможець Турніру Ріо-Сан-Паулу (1):

«Палмейрас»: 2000

#### Міжнародні
- Володар Кубка Лібертадорес (2):

«Греміо»: 1995
«Палмейрас»: 1999
- Переможець Рекопи Південної Америки (1):

«Греміо»: 1996
- Володар Кубка Меркосур (1):

«Палмейрас»: 1998

#### Індивідуальні
- У символічній збірній Південної Америки (8): 1995—2002

### Як тренер
- Чемпіон Парагваю (4):

«Серро Портеньйо»: 2013 (Клаусура), 2021 (Апертура), 2021 (Клаусура)
«Олімпія» (Асунсьйон): 2015 (Клаусура)